# Dutch Open 1993
Il Dutch Open 1993 è stato un torneo di tennis giocato sulla terra rossa.
È stata la 36ª edizione del Dutch Open, che fa parte della categoria ATP World Series nell'ambito dell'ATP Tour 1993. 
Si è giocato ad Hilversum nei Paesi Bassi, dal 26 luglio al 1º agosto 1993.

## Campioni

### Singolare
Carlos Costa ha battuto in finale  Magnus Gustafsson con il punteggio di 6–1, 6–2, 6–3

### Doppio
Jacco Eltingh /  Paul Haarhuis hanno battuto in finale  Hendrik Jan Davids /  Libor Pimek con il punteggio di 4–6, 6–2, 7–5